# マリオン・ジョーンズ (テニス選手)
マリオン・ジョーンズ・ファーカー（Marion Jones Farquhar, 1879年11月2日 - 1965年3月14日）は、アメリカ・ネバダ州ゴールドヒル出身の女子テニス選手。19世紀から20世紀への移行期に、1899年と1902年の全米選手権女子シングルスで優勝した。ジョーンズはまた、アメリカの女子テニス選手として最初の海外遠征を行った人であり、1900年にアメリカ人女性として初めてウィンブルドン選手権に出場した。近代オリンピックにおいて女性の参加が認められた1900年パリ五輪で、テニス競技に初参加した6人の女子選手の1人でもある。ジョーンズの活躍した時代は、全米選手権の競技システムに大きな変化があった時期とも重なっている。妹のジョージナ・ジョーンズもテニス選手で、マリオンとジョージナは姉妹揃ってパリオリンピックに出場した。

## 来歴
父親のジョン・パーシバル・ジョーンズ（John Percival Jones）は、ネバダ州にある有名な銀鉱山のコムストック・ロードの経営者であり、30年間同州の上院議員を務めた人であった。マリオンとジョージナはそうした裕福な家庭に育ち、マリオンは1898年から1903年まで、6年間全米選手権に出場した。初期の全米選手権は、競技システムが現在と大きく異なり、「チャレンジ・ラウンド」（挑戦者決定戦）から「オールカマーズ・ファイナル」（大会前年優勝者とチャレンジ・ラウンド勝者で優勝を争う）への流れで優勝者を決定した。1898年当時の女子シングルスでは、チャレンジ・ラウンド決勝もオールカマーズ・ファイナルも最大5セット・マッチで行われた。ジョーンズは1898年のチャレンジ・ラウンド決勝をセットカウント 3-0 で制したが、大会前年度優勝者ジュリエット・アトキンソンとのオールカマーズ・ファイナルでは 3-6, 7-5, 4-6, 6-2, 5-7 の5セット・マッチ（セットカウント 2-3）で敗れ、この年は準優勝者になった。1899年、ジョーンズは2年連続2度目のチャレンジ・ラウンド決勝でモード・バンクスを 6-1, 6-1, 7-5 で破ったが、前年度優勝者のアトキンソンが出場しなかったため「オールカマーズ・ファイナル」がなくなり、ここでジョーンズの初優勝が決まった。オールカマーズ・ファイナル方式の場合、自動的に決勝に進出できる前年優勝者が出場しなかったときは、優勝記録表にはチャレンジ・ラウンド優勝者と準優勝者の名前が記載される。したがって、1899年の女子シングルスはジョーンズが優勝、バンクスが準優勝になる。
1900年、マリオン・ジョーンズは長期間のヨーロッパ遠征に旅立ち、アメリカの女子テニス選手として最初のウィンブルドン選手権出場者になった。ジョーンズは女子シングルスの「チャレンジ・ラウンド」準々決勝に勝ち進み、エレン・エベレッド（Ellen Evered）に 5-7, 2-6 で敗れた。それから、ジョーンズは妹のジョージナとともにフランスへ遠征し、姉妹揃ってパリ五輪に出場した。このパリ五輪から始まったオリンピックテニスの女子競技には、マリオンとジョージナを含めて6人の女性がエントリーした。マリオンはアメリカ代表選手として、女子シングルスと混合ダブルスで2つの銅メダルを獲得した。
近代オリンピックの第1回大会は1896年にギリシャ・アテネで始まり、第2回大会の1900年パリ五輪から女子スポーツ選手の参加が認められた。オリンピックテニス競技では、このパリ大会から「女子シングルス」と「混合ダブルス」が始まった。出場選手が6名だったことから、女子シングルスでは1回戦の2試合を実施して、準決勝の4名に絞った。ジョーンズは1回戦を免除されたが、準決勝でイギリス代表のシャーロット・クーパーに 2-6, 5-7 で敗れた。準決勝敗退の2名による「銅メダル決定戦」は実施されず、ジョーンズとボヘミア代表のヘドヴィガ・ローゼンバウモワが最初の女子シングルス銅メダルを獲得した。6人の女子選手たちは、すべて混合ダブルス部門にもエントリーし、それぞれパートナーを選んでプレーした。最初期の近代オリンピックは、国単位ではなく個人でエントリーしたことから、混合ダブルスには違う国の選手による「混合チーム」もあった。マリオン・ジョーンズはイギリス代表のローレンス・ドハティーと混合チームを組み、1回戦で妹ジョージナとチャールズ・サンズの米国ペアを破って準決勝に進んだ。準決勝ではイギリスペアのレジナルド・ドハティー（ローレンスの兄）とシャーロット・クーパーの組に敗れ、ジョーンズは単複とも準決勝でクーパーに敗れた。ジョーンズの2つの銅メダルのうち、女子シングルスは「アメリカ」の獲得メダルに数えられるが、混合ダブルスは「混合チーム」のメダルとして数えられる。
1900年の全米選手権女子競技は、開催時期が6月19日-23日であったことから「前年度優勝者のマリオン・ジョーンズは、オリンピックとウィンブルドン選手権への海外遠征中のため出場できなかった」と記されている。2年ぶりに出場した1901年の全米選手権で、ジョーンズは「チャレンジ・ラウンド」決勝でエリザベス・ムーアと5セット・マッチを戦い、セットカウント 2-3 （スコア：6-4, 6-1, 7-9, 7-9, 3-6）で逆転負けした。（ムーアはこの後、オールカマーズ決勝でもマートル・マカティアーと5セットの試合をした。）これをきっかけに、全米テニス協会の運営委員たちの間で「女子選手に最大5セット・マッチはきつすぎるのではないか」という危惧の声が出たため、この年を最後に全米選手権の女子シングルス・女子ダブルス・混合ダブルスの3部門から「最大5セット・マッチ」が廃止されることになった。1902年以後はすべての女子競技が最大3セット・マッチで行われるようになり、現在に至っている。
すべてが最大3セット・マッチに落ち着いた1902年、ジョーンズは2年連続4度目のチャレンジ・ラウンド決勝でキャリー・ニーリーを破り、エリザベス・ムーアとのオールカマーズ決勝に進んだ。この試合でムーアが途中棄権したため、ジョーンズは3年ぶり2度目の女子シングルス優勝を決めた。この年はジュリエット・アトキンソンとペアを組んだ女子ダブルスでも優勝し、単複2冠を獲得する。1903年のオールカマーズ・ファイナルで、ジョーンズはムーアと再び決勝対決をしたが、最後はムーアに 5-7, 6-8 で敗れた。ジョーンズはこの年を最後に全米選手権を退き、同年9月29日にロバート・デビッド・ファーカー（Robert David Farquhar）と結婚した。
女子テニス選手の海外遠征の開拓者となったマリオン・ジョーンズ・ファーカーは、その顕著な活躍から60年余り後、1965年3月14日にカリフォルニア州ウェスト・ハリウッドにて85歳4ヶ月で亡くなった。

## 主な成績
- 全米選手権 女子シングルス：2勝（1899年・1902年）/女子ダブルス：1勝（1902年）/混合ダブルス：1勝（1901年）
- 1900年パリ五輪 女子シングルス・銅メダル、混合ダブルス・銅メダル ［混合ダブルスは、ローレンス・ドハティーとの「混合チーム」による］